# Holmöarna
Holmöarna er en øgruppe i Kvarken i Bottenviken mellem Sverige og Finland. Øerne er en del af Umeå kommun i Västerbottens län. Øerne har 75 fastboende og de største øer er Holmön, Ängesön, Grossgrunden, Holmögadd og Lilla og Stora Fjäderägg. Store områder af øerne er i dag naturreservat.

## Eksterne kilder og henvisninger
1. ↑  "Umeå Municipality; Inhabitants by subdivision: Holmön (svensk)" (PDF). Arkiveret fra originalen (PDF) 29. september 2007. Hentet 29. september 2007.

- Denne artikel bygger på «Holmöarna» fra engelsk Wikipedia, den 6. april 2012.

- Holmön (Webside ikke længere tilgængelig)
- Naturguide til Kvarken: Holmöarna
- Umeå kommune om Holmöarna Arkiveret 29. september 2007 hos  Wayback Machine

63°40′N 20°51′Ø / 63.667°N 20.850°Ø